# Абакшино (Вологодська область)
Абакшино — сільце у  Вологодському районі  Вологодської області Росії.
Входить до складу  Майського сільського поселення (з 1 січня 2006 року по 8 квітня 2009 входило в Жовтневе сільське поселення), з точки зору  адміністративно-територіального поділу — до Жовтневої сільради.
Розташоване на лівому березі річки  Вологди, за 12 км на північний захід від  обласного центру. Найближчі населені пункти: села Обсакове, Кішкін, село  Молочне. Найближчі населені пункти —  Обсаково,  Дятькіне,  Мольбіща,  Кожине.
У селі є три вулиці:
- Молодіжна
- Панкратова
- Робоча

За  переписом 2002 року населення — 120 чоловік (53 чоловіки, 67 жінок). Все населення — росіяни.
 В Абакшино народився  Олександр Костянтинович Панкратов (1917—1941) — Герой Радянського Союзу, першим в історії закрив собою ворожу амбразуру.